# Ayuntamiento de Albany
El Ayuntamiento de Albany es la sede del gobierno de la ciudad de Albany, Nueva York (Estados Unidos). Alberga la oficina del alcalde, la cámara del Consejo Común, los juzgados de ciudad y tráfico, así como otros servicios de la ciudad. El edificio actual fue diseñado por Henry Hobson Richardson en estilo románico richardsoniano y se inauguró en 1883 en el número 24 de Eagle Street entre Corning Place (entonces Maiden Lane) y Pine Street. Es un edificio rectangular de tres pisos y medio con una torre de 61,6 m en su esquina suroeste. La torre contiene uno de los pocos carillones municipales del país. También conocido como el Carillón de Albany, el edificio se inauguró en 1927 a través de las donaciones de 25 000 personas. Tiene 49 campanas que van desde pequeñas hasta gigantescas. La campana más grande del carillón tiene un diámetro de 1,75 m y pesa 4698 kg y la campana más pequeña pesa solo 12 kg.
El primer ayuntamiento de Albany fue el Stadt Huys (Casa de la Ciudad), construido por los holandeses en la intersección de Broadway y Hudson Avenue probablemente en la década de 1660, aunque posiblemente antes. Probablemente fue reemplazado alrededor de 1740 por un edificio más grande, que siguió siendo conocido por el mismo nombre. En 1754, Stadt Huys fue el sitio del Congreso de Albany, donde Benjamin Franklin presentó el Plan de Unión de Albany, la primera propuesta para unir las trece colonias británicas. En 1797, Albany fue declarada capital del estado de Nueva York y la Legislatura de Nueva York se instaló en el ayuntamiento de Albany. En 1809, la Legislatura abrió el primer Capitolio del Estado de Nueva York y el gobierno de Albany se incorporó a la Legislatura. Después de comprar un terreno en el extremo este de Washington Avenue, al otro lado de Eagle Street desde el capitolio, el gobierno de la ciudad se mudó a un nuevo ayuntamiento diseñado por Philip Hooker en 1829 e inaugurado en 1832.
En 1880, el ayuntamiento de Hooker fue destruido por un incendio y Henry Hobson Richardson encargó un nuevo diseño. La piedra angular fue colocada por la fraternidad masónica el 13 de octubre de 1881 y el edificio se completó e inauguró en 1883. Debido a las restricciones presupuestarias, el interior original era de diseño simple, que consistía principalmente en tabiques de tablero con cuentas y, por lo tanto, no era ignífugo. El interior del edificio fue completamente reconstruido en 1916-18 a partir de diseños de los arquitectos de Albany Ogden & Gander. El ayuntamiento permanece esencialmente modificado en ese momento, y el exterior se considera una de las mejores obras de Richardson. El edificio fue agregado al Registro Nacional de Lugares Históricos el 4 de septiembre de 1972.

## Antiguos ayuntamientos
Albany ha tenido varios edificios dedicados a ser la sede del gobierno de la ciudad a lo largo de su historia. Sin embargo, los historiadores no están de acuerdo con los detalles de muchas de las estructuras anteriores, es decir, cuándo fueron construidas.

### Stadt Huys

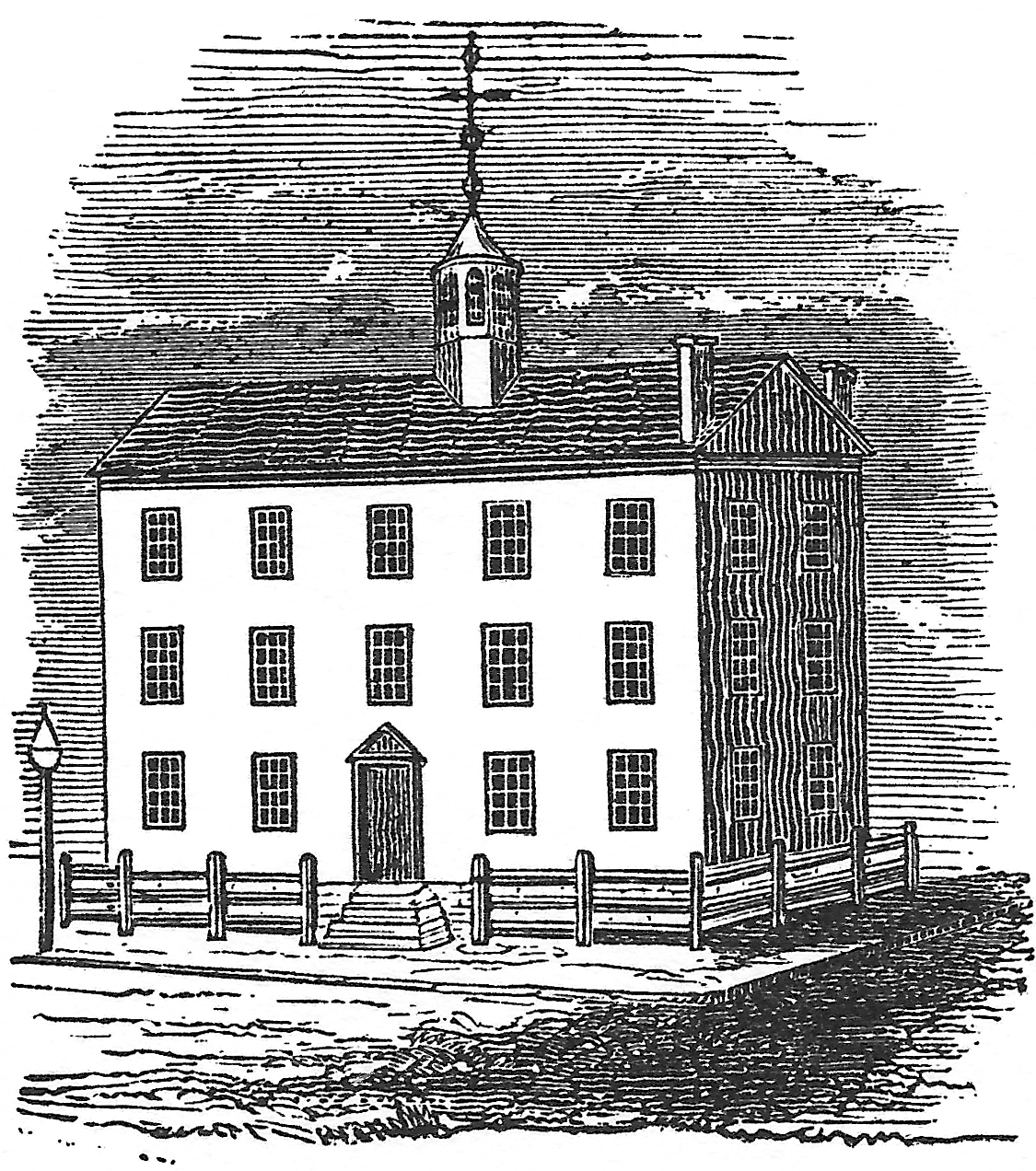
El ayuntamiento de la década de 1740

Ayuntamiento original del Albany, la Stadt Huys ( /ˈstæt_ˈhaɪs/; Holandés para "ayuntamiento"; a veces escrito Stadt Huis) puede haber sido construido ya en 1635. La evidencia de los diarios de Wouter van Twiller, director de Nuevos Países Bajos (1633-1638), sugiere que al menos algún tipo de edificio punitivo se construyó en el sitio durante su mandato. George Howell y Jonathan Tenney, en su libro Bi-centennial History of Albany, afirman que los informes de 1646 afirman que el edificio era una estructura sustancial (al menos para su época) de tres pisos, con el piso inferior construido de piedra y utilizado como un celda. Sin embargo, el historiador de Albany Cuyler Reynolds afirma que el Stadt Huys no se construyó hasta 1673. Todas las fuentes coinciden en que se encontraba en la esquina noreste de la actual Hudson Avenue y Broadway, el sitio actual del Edificio de Administración del Sistema SUNY. El Stadt Huys se convirtió oficialmente en ayuntamiento cuando la Carta de Dongan incorporó Albany a una ciudad en 1686. Un grabado de un mapa de 1695 de Albany identifica claramente el Stadt Huys en la esquina noreste de la actual Hudson Ave y Broadway.

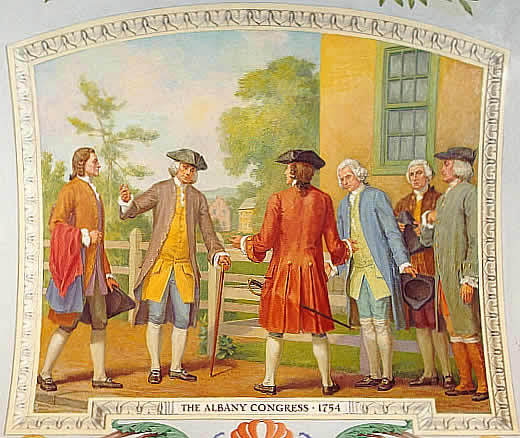
Los delegados conversan fuera del Stadt Huys durante el Congreso de Albany.

Es probable que se construyera un nuevo ayuntamiento en el sitio del Stadt Huys alrededor de 1740; historiadores del Museo del Estado de Nueva York (NYSM, por su sigla en inglés) afirman que se completó en 1741. Cansado de un espacio cada vez más estrecho, el gobierno de la ciudad pudo obtener fondos del gobierno provincial para construir un nuevo ayuntamiento en el mismo sitio. Este edificio también se conocía comúnmente como Stadt Huys, a pesar de que era una estructura completamente nueva y los ingleses habían tenido el control de Nueva York durante más de 75 años. El NYSM describe el nuevo Stadt Huys como una estructura de ladrillos de tres pisos, agregando que era un "edificio más sustancial" que su predecesor. Este nuevo edificio fue el tercer edificio más grande de Albany, superado solo por la iglesia holandesa local (aunque no la que se encuentra hoy) y Fort Albany. El techo de la nueva estructura fue a dos aguas y se remató con una cúpula y un campanario. Howell y Tenney afirman que el Stadt Huys original estuvo en uso durante al menos 160 años (lo que significa que no se habría necesitado una estructura de reemplazo hasta 1795 como mínimo), lo que no está de acuerdo con la idea de que se construyó un nuevo Stadt Huys en el 1740.
En 1754, Stadt Huys fue el sitio del Congreso de Albany; Benjamin Franklin de Pensilvania presentó el Plan de Unión de Albany allí. Esta fue la primera propuesta formal para unir las trece colonias británicas. La intención original del Plan de Unión era unir las colonias en defensa contra las agresiones de los franceses al norte; no fue un intento de independizarse de los auspicios de la Corona británica. Aunque nunca fue adoptado por el Parlamento del Reino Unido, fue un precursor importante de la Constitución de los Estados Unidos. Un mes antes de la reunión, Franklin publicó su caricatura política Join, or Die, una infame representación gráfica del Plan de Unión.
Durante la Guerra de Independencia, el ayuntamiento fue la sede del Comité de Correspondencia de Albany (el brazo político del movimiento revolucionario local), que asumió el control del gobierno de Albany en 1775 y finalmente expandió su poder para controlar todo el condado de Albany (que en ese momento El tiempo fue el condado más grande de la colonia, extendiéndose mucho más allá de sus fronteras actuales). Los conservadores y los prisioneros de guerra a menudo eran encarcelados en el ayuntamiento junto con los delincuentes comunes. Después de la guerra, el ayuntamiento fue un lugar de reunión ocasional de la Legislatura de Nueva York recién formada, además de ser la sede de los gobiernos de la ciudad y del condado, de la cárcel, los tribunales y el registro local.
En 1797, Albany fue declarada capital oficial del estado y la Legislatura hizo del ayuntamiento su sede hasta que se inauguró el primer capitolio estatal en 1809. En un esfuerzo por alejar los edificios públicos del bullicioso y en expansión frente al mar, el nuevo capitolio se ubicó en la cima de la colina de State Street, directamente frente al sitio donde ahora se encuentra el edificio actual. El agrimensor de la ciudad Simeon De Witt, en su plano de la ciudad de 1794, indica que esta tierra está reservada como plaza pública; se había dedicado a fines públicos ya a finales del siglo XVII. También se incluyen en el mapa de DeWitt representaciones del ayuntamiento y la nueva cárcel de la ciudad, ubicada en las calles State y Eagle. En 1809, el gobierno de la ciudad de Albany se trasladó con la Legislatura al nuevo capitolio y permaneció allí hasta que se abrió un nuevo ayuntamiento en 1832. El viejo Stadt Huys finalmente fue demolido después de un incendio en 1836.

### Ayuntamiento de 1832

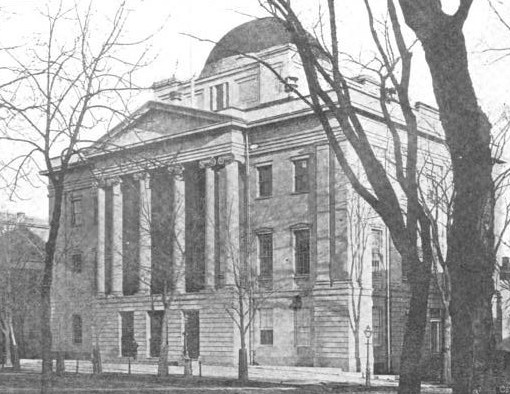
El ayuntamiento de 1832 fue un edificio neogriego diseñado por Philip Hooker; fue destruido por un incendio en 1880.

En un esfuerzo por trasladar las funciones gubernamentales de la ciudad y el condado fuera del edificio del capitolio estatal, la ciudad compró un terreno para construir en 1832. Eligieron un sitio frente a la plaza pública frente al capitolio, en Eagle Street y en el extremo este de Lion Street (más tarde rebautizada como Washington Avenue); la tierra se compró a la iglesia de San Pedro de 10 295 dólares (267 000 en dólares actuales). El diseño del nuevo ayuntamiento fue el resultado de un concurso, que fue ganado por el arquitecto de Albany Philip Hooker y el arquitecto de Boston John Kutts. Hooker se encargó de integrar los componentes de las propuestas de ambos arquitectos en un diseño coherente. 
La piedra angular fue colocada por el alcalde John Townsend en una ceremonia masónica el 31 de agosto de 1829. El edificio se completó en 1832 a un costo de aproximadamente 92 000 dólares (2.81 millones en dólares modernos). El diseño del ayuntamiento combinó detalles neoclásicos y del neogriego, y fue construido con mármol blanco extraído por los reclusos en la prisión de Sing-Sing, con un porche de entrada sostenido por seis columnas jónicas. Un gran mirador sostenía una cúpula que posteriormente fue dorada. Las salas principales del interior continuaron con los detalles monumentales del exterior.
na estatua de cuerpo entero de Alexander Hamilton de Robert Ball Hughes se encontraba en el centro del salón superior, entre la sala del Tribunal y la Cámara del Consejo Común. A un lado de esta sala había un bajorrelieve del senador DeWitt Clinton, con una vista de un barco canal primitivo en la distancia, y en la pared opuesta había una figura similar de Sir Walter Scott. Ambos paneles fueron ejecutados por William Coffee. El edificio fue destruido por un incendio el 10 de febrero de 1880 Los planes para un ayuntamiento de reemplazo se desarrollaron rápidamente.

## Ayuntamiento actual

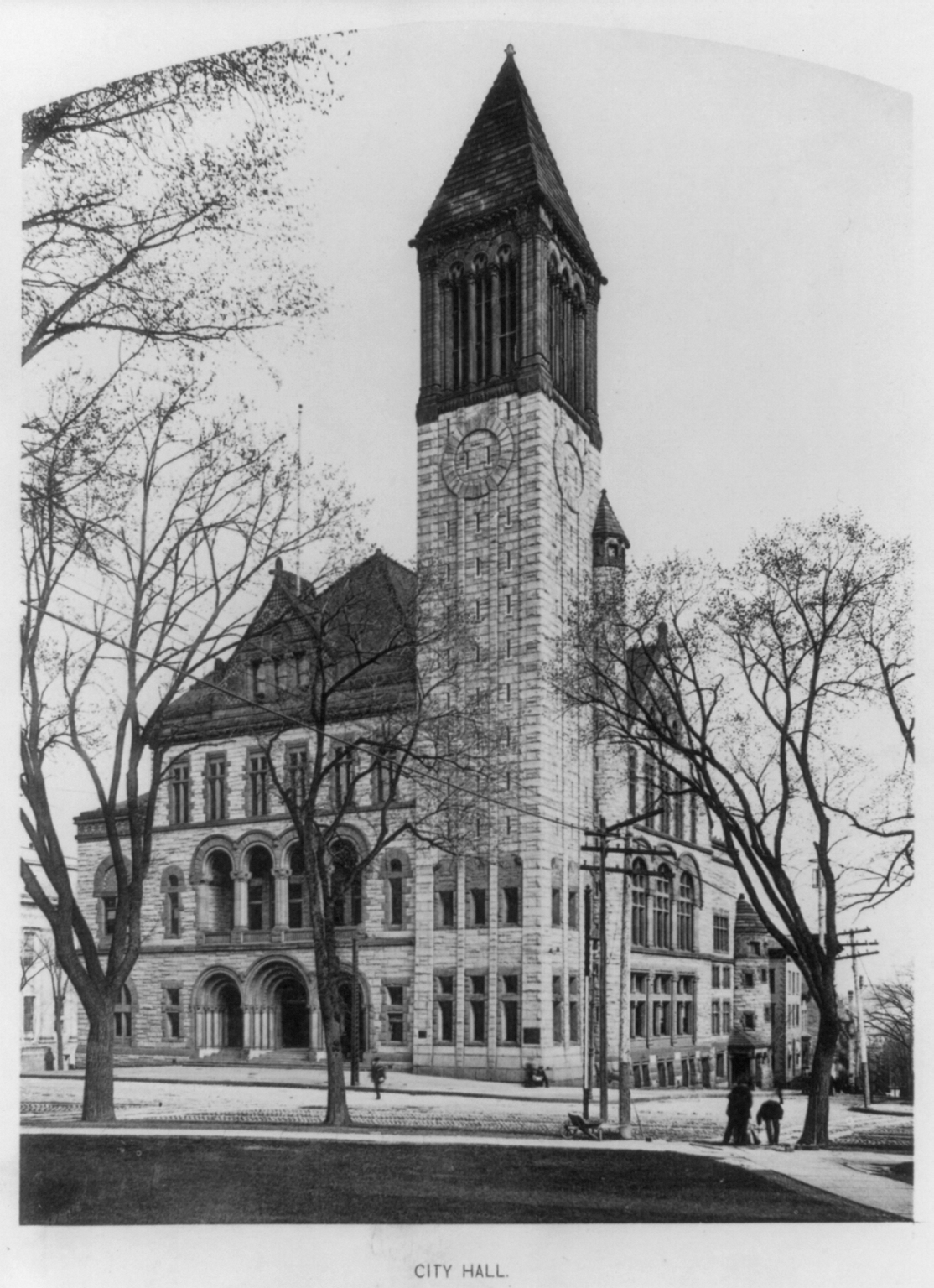
Ayuntamiento de Albany en 1897

Tras el incendio de 1880, Henry Hobson Richardson, que en ese entonces formaba parte de un equipo de arquitectos que trabajaba en el cercano Capitolio de Nueva York, consiguió la comisión para el reemplazo del ayuntamiento después de una competencia entre seis estudios de arquitectura. El presupuesto fue de 185 000 dólares; el diseño de Richardson costó 184 000. Sin embargo, el comité público designado aumentó el precio a 204 000 dólares después de que se sustituyera el granito por piedra rojiza en el diseño. El nuevo diseño del ayuntamiento data del período que se considera típicamente como el pico arquitectónico de Richardson. Su diseño fue similar a otros ejecutados en su versión personal del estilo románico. 
El historiador arquitectónico Henry-Russell Hitchcock describió el edificio como "uno de los diseños más románicos de Richardson". La nominación del NRHP dice: "Los arcos con bandas del Ayuntamiento de Albany, la fenestración rítmica, la expresión audaz de los materiales y la ubicación de las esquinas de la torre son rasgos característicos del trabajo de Richardson a menudo para replicado por sus seguidores”.

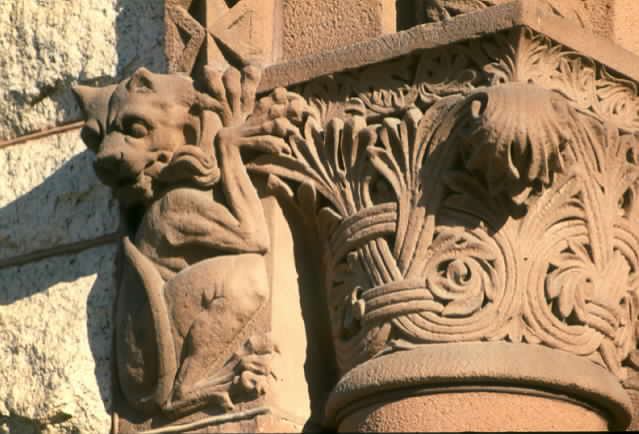
El ayuntamiento tiene una intrincada mampostería.

El edificio es un diseño de mampostería de carga dispuesto en un rectángulo, con una torre de 61,6 m de alta de estilo veneciano en su esquina suroeste rematada con un techo piramidal. La estructura principal tiene tres pisos y medio de altura y la cara frontal (oeste) tiene nueve tramos de ancho. Las paredes exteriores son de granito rústico de Milford con molduras de piedra rojiza de Longmeadow (Massachusetts). 
Salvo por la atrevida ubicación asimétrica de la torre (que es un excelente ejemplo del desprecio de Richardson por la corrección arquitectónica), el edificio se destaca por su simplicidad general en el diseño. La entrada es una simple logia de triple arco; otros elementos de diseño en la fachada frontal se limitan a sus ventanas y un balcón de cuatro arcos frente a la cámara del Consejo Común. 
El edificio se destaca tanto por su sencillez como por el cuidado de los detalles, especialmente sus intrincados relieves. La entrada está flanqueada por varios niveles de esculturas en relieve y gárgolas. La mayoría de los cortadores de piedra traídos originalmente a Albany para trabajar en el Capitolio fueron luego contratados para hacer los detalles escultóricos en el ayuntamiento.
Muchos elementos del diseño exterior son representaciones de la funcionalidad interior. Debido a que la cámara del Consejo Común está ubicada en el segundo piso (arriba de la entrada), ese piso tiene la misma altura que el vestíbulo de entrada del primer piso. La torre esencialmente no tiene ventanas porque estaba destinada a ser el archivo de la ciudad; una escalera redonda se extiende hasta la esquina sureste de la torre para el acceso. La pequeña torre en la esquina sureste del edificio originalmente estaba destinada a ser la transición entre el ayuntamiento y la cárcel (que se construirá), con un "puente de los suspiros" para transportar a los reclusos directamente desde sus celdas de la cárcel a las salas del tribunal en el ayuntamiento.

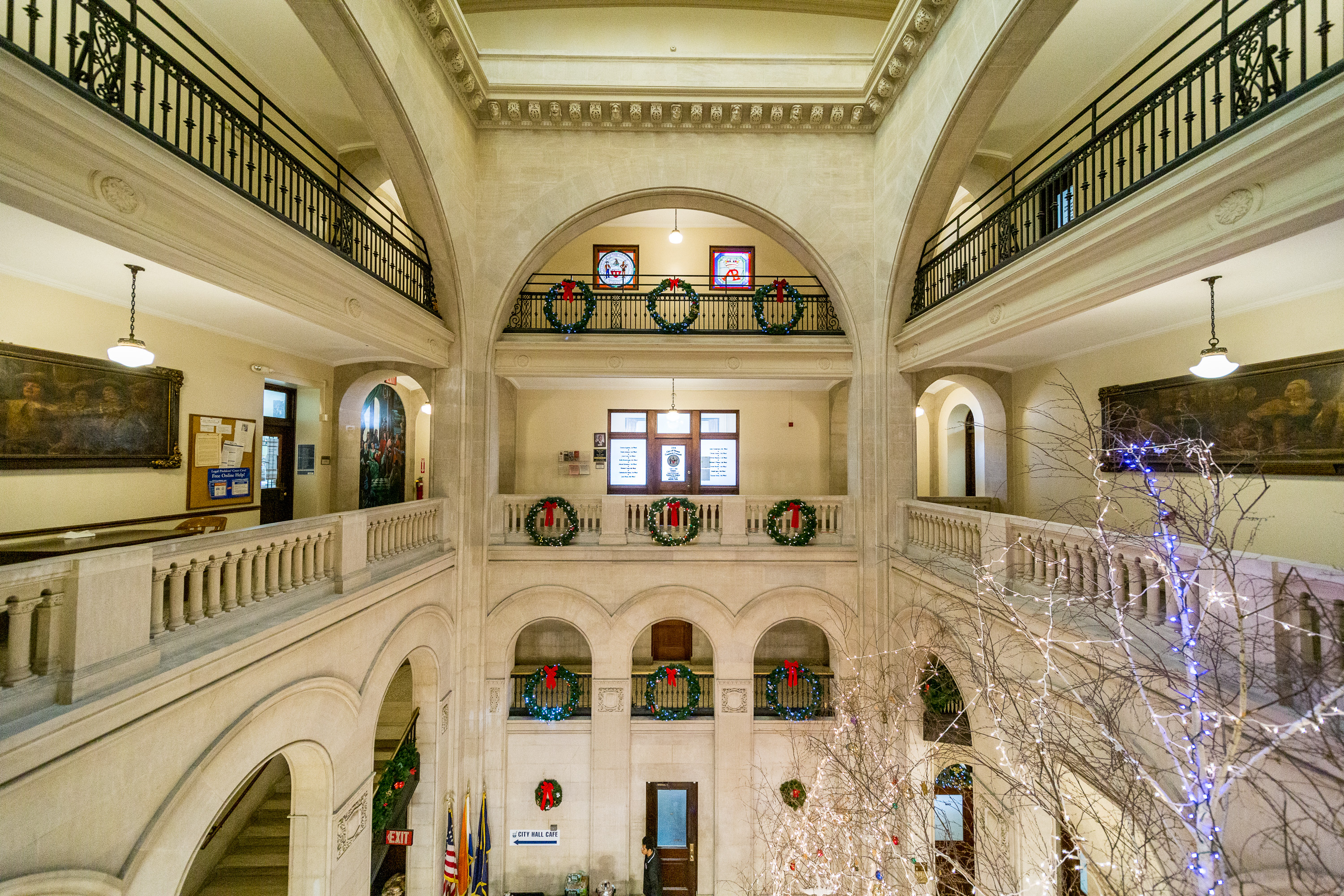
Atrio interior decorado para las vacaciones de diciembre.

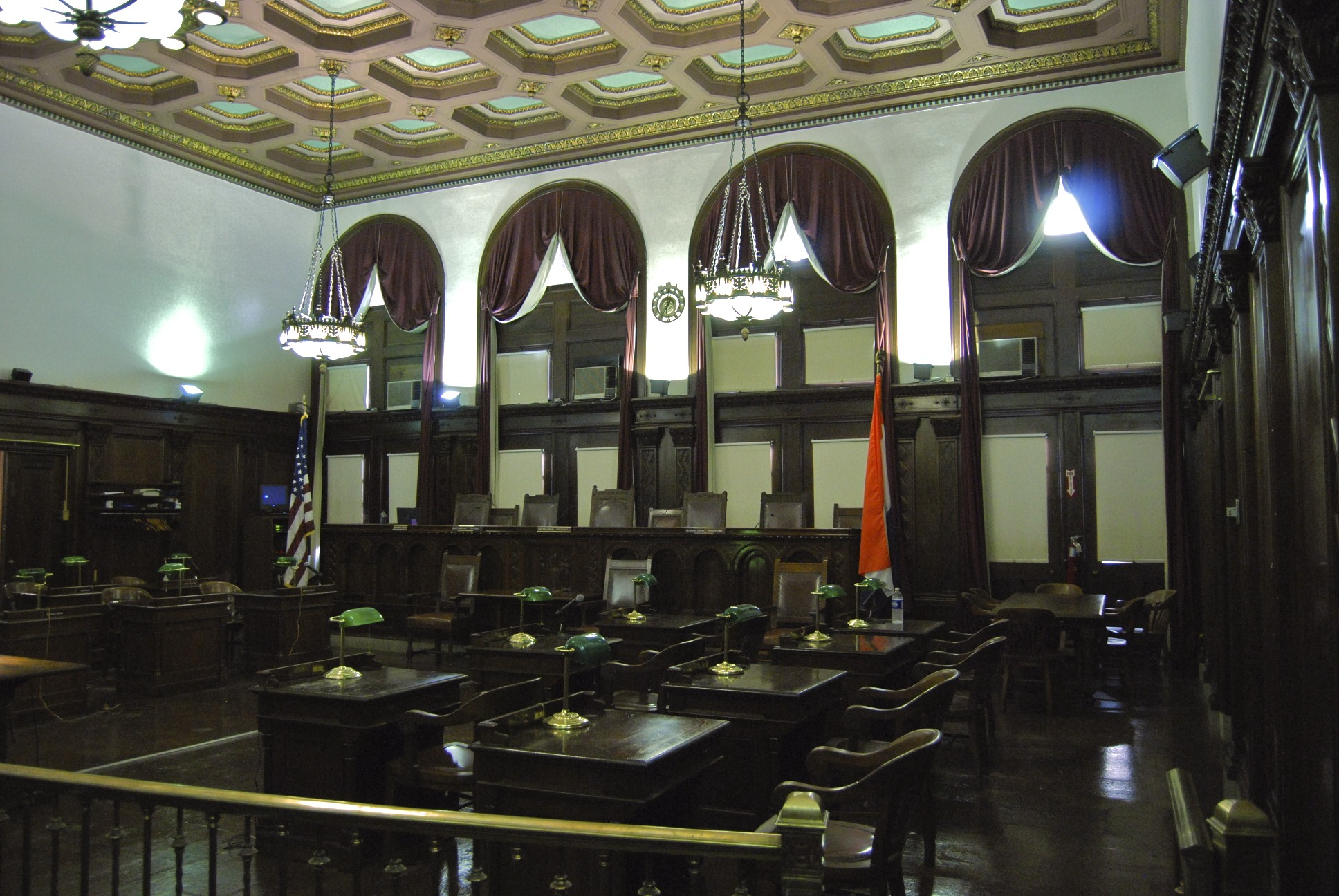
Cámara del Consejo Común

El proyecto padeció cierta escasez de fondos, pues el presupuesto inicial no fue suficiente y al cabo del tiempo se duplicó, terminando en 325 000 dólares (10.3 millones en dólares de la actualudad) incluido el mobiliario. Por esa razón Richardson dedicó la mayor parte de sus esfuerzos al exterior del edificio. Un informe del Times Union afirma: "No había suficiente dinero para que Richardson hiciera el trabajo tan a fondo como le hubiera gustado. Dijo en su escrito que si no había suficiente dinero, preferiría hacerlo bien en el exterior y dejar que una generación futura terminara el interior. El interior fue terminado por arquitectos de la ciudad unos buenos 30 años después de que Richardson lo construyera ".
Los "arquitectos de la ciudad" fueron Ogden y Gander, quienes diseñaron las alteraciones en 1916 que posteriormente se completaron en 1918. La oficina del alcalde está en el primer piso de la torre, la cámara del Consejo y las oficinas están en el segundo piso del edificio y la oficina del secretario de la ciudad está en el segundo piso de la torre. La oficina del alcalde contiene una pintura del primer alcalde de la ciudad, Pieter Schuyler.
Bajo el liderazgo de William Gorham Rice en 1927, se agregó un carillón a la torre. Este contenía sesenta campanas (aunque sólo podía producir 47 notas diferentes ya que las notas altas tienen campanas dobles) fabricadas por John Taylor & Co en Inglaterra. Financiado por donaciones públicas (de más de 25 000 personas), costó 63 000 dólares (11.1 millones en dólares modernos) y fue el primer carillón municipal en los Estados Unidos. En 1986, el alcalde Thomas Whalen hizo restaurar el carillón, lo que incluyó reemplazar 30 campanas y agregar dos notas a su repertorio. Las 49 campanas pesan 24 494 kg. La campana más grande mide 1,8 m de diámetro y pesa 4968 kg. El carillón todavía está en uso y se toca durante los conciertos varias veces a la semana.
Las esferas del reloj en la torre se agregaron en los años 1920, posiblemente en la época en que se agregó el carillón. La imagen de 1897 del ayuntamiento muestra la torre sin las esferas del reloj (aunque la mampostería muestra una intención obvia de instalarlas). El ayuntamiento se agregó al Registro Nacional de Lugares Históricos el 4 de septiembre de 1972.